# Dany Gelinas
Pour les articles homonymes, voir Gélinas.
Dany Gelinas, né le 22 mai 1966 est un entraîneur et joueur canadien de hockey sur glace naturalisé français.

## Carrière en club
Son maillot, floqué du numéro 25, est retiré de l'équipe des Corsaires de Nantes.

## Clubs successifs
- 1990-1995 : Valenciennes Hainaut HC (entraîneur-joueur)
- 1996-1998 : Cherbourg Hockey Club (entraîneur-joueur)
- 1998-2000 : Corsaires de Nantes (entraîneur-joueur)
- 1996-1997 : Dauphins d'Épinal (entraîneur)
- 2000-2005 : Genève-Servette Hockey Club (entraîneur des juniors)
- 2005-2008 : HC Ajoie (entraîneur des juniors puis entraîneur)
- 2008-2009 : Lausanne HC (entraîneur)
- 2009-2010 : HDD Olimpija Ljubljana
- 2009-2010 : Slovénie (entraîneur M18, M20 et entraîneur-adjoint de John Harrington)[1]
- 2010-2013 : EHC Basel Sharks (National League B) (Entraîneur chef - General Manager)
- 2014-2018 : HC Fribourg-Gottéron (co-entraîneur ad intérim avec René Matte)[2]
- 2016-2017 : HC Sion-Nendaz 4 Vallées (manager puis entraîneur)[3]
- 2017-2018 : France (M20)
- 2018-2022  : HC Sierre
- 2022-2023  : HC Viège
- 2024-2025  : HCV Martigny
- 2024-2025  : HC Sierre en intérim dès décembre 2024[4]